# Évry
Évry je južno predmestje Pariza in občina v osrednji francoski regiji Île-de-France, prefektura departmaja Essonne. Leta 1999 je naselje imelo 49.437 prebivalcev.

## Geografija
Naselje leži v osrednji Franciji ob reki Seni, 27 km jugovzhodno od središča Pariza.
V njegovi bližini se nahaja letališče Orly, ob izgradnji najpomembnejše francosko mednarodno letališče.

## Administracija
Évry je sedež dveh kantonov:
- Kanton Évry-Jug (del občine Évry, občini Bondoufle, Lisses: 41.368 prebivalcev),
- Kanton Évry-Sever (del občine Évry, občina Courcouronnes: 38.358 prebivalcev).

Naselje je prav tako sedež okrožja, v katerega so poleg njegovih dveh vključeni še kantoni Brunoy, Corbeil-Essonnes-Vzhod/Zahod, Draveil, Épinay-sous-Sénart, Grigny, Mennecy, Milly-la-Forêt, Montgeron, Morsang-sur-Orge, Ris-Orangis, Saint-Germain-lès-Corbeil, Vigneux-sur-Seine, Viry-Châtillon in Yerres s 471.435 prebivalci.

## Zgodovina
Prvotno se je kraj imenoval Évry-sur-Seine. Samo ime izhaja iz galskega Eburacon / Eburiacos. Po prihodu rimljanov se je imenoval Apriacum, prešel v srednjeveški Avriacum, nato Evriacum. Leta 1881 se je preimenoval v Évry-Petit-Bourg, od 29. junija 1965 pa nosi sedanje ime, ko je postal tudi del novonastalega pariškega predmestja Évry Ville nouvelle.

## Zanimivosti
- sodobna katedrala Kristusovega Vstajenja (zgrajena 1992-95), sedež leta 1988 preimenovane škofije Évry-Corbeil-Essonnes,
- mošeja in islamski center, druga največja v Franciji,
- pagoda Khan-Anh (ob njenem dokončanju 2009 bo največja v Evropi).

## Pobratena mesta
- Bexley (Združeno kraljestvo),
- Esteli (Nikaragva),
- Kayes (Mali),
- Han Junis (Palestina),
- Nowy Targ (Poljska),
- Repentigny (Québec, Kanada),
- Troisdorf (Nemčija).